# هيرويوكي إنوي
هيرويوكي إنوي (尾上 寛之 إنوي هيرويوكي) (مواليد 16 يوليو 1985)، ممثل ياباني من محافظة أوساكا.

## فيلموغرافيا مختارة

### دراما تلفزيونية
- Doremisora (2002)[2]
- Journey Under the Midnight Sun (2006)
- Ryōmaden (2010)، إيتو هيروبومي
- Carnation (2011)
- Hana Moyu (2015)
- Jimmy (2018)، شوجي موركامي
- Segodon (2018)، شيغينوبو أوكوما
- Scarlet (2020)
- Gift of Fire (2020)
- Detective Yuri Rintaro (2020), Keiichi Ide
- Reach Beyond the Blue Sky (2021), Hara Ichinoshin[3]

تاريخ غير معروف
- When the Last Sword Is Drawn
- Teru Teru Kazoku
- Medaka
- Shin Akakabu Kenji Funsenki
- Piano
- Tsunagareta Asu
- Future Amusement Park
- Hatsukoi net.com
- روكيز

### أفلام
- The Letters (2006)
- Sway (2006)
- التعرض للحب (2009)
- The Master of Funerals (2019)
- Gift of Fire (2021)
- The Voice of Sin (2020)[4]
- Asakusa Kid (2021), Hachirō Azuma[5]

تاريخ غير معروف
- School Wars
- Pacchigi![6]
- Oyayubi Sagashi
- Night Picnic
- Rainbow Song
- Awa Dance
- Sakigake!! Otokojuku

## روابط خارجية
- هيرويوكي أونوي في Dongyu Club
- هيرويوكي إنوي على موقع IMDb (الإنجليزية)
- هيرويوكي إنوي على موقع ألو سيني (الفرنسية)
- هيرويوكي إنوي على موقع أول موفي (الإنجليزية)
- هيرويوكي إنوي على موقع قاعدة بيانات الفيلم (الإنجليزية)
- هيرويوكي إنوي على موقع كينوبويسك (الروسية)